# 華盛頓鎮區 (朱厄爾縣)
華盛頓鎮區（英語：Washington Township）為位在美國堪薩斯州朱厄爾縣的鎮區。2010年美国人口普查中該鎮區人口有55人。

## 地理
華盛頓鎮區涵蓋面積92.6平方（35.8平方英里）。

### 非建制地區
- 蒙特羅斯

### 鄰近鎮區
- 朱厄爾縣
  - 里奇蘭鎮區（北）
  - 辛克萊爾鎮區（東北）
  - 格蘭特鎮區（東）
  - 維克斯堡鎮區（東南）
  - 布法羅鎮區（南）
  - 卡爾文鎮區（西南）
  - 中央鎮區（西）
  - 霍姆伍德鎮區（西北）

### 墓園
此鎮區擁有3座墓園：德爾塔墓園（Delta Cemetery）、東布法羅墓園（East Buffalo Cemetery）以及普萊森特墓園（Pleasant Cemetery）。

### 主要公路
- 36号美国国道
- 14號堪薩斯州州道（英语：K-14 (Kansas highway)）

## 外部連結
- U.S. Board on Geographic Names (GNIS) （页面存档备份，存于）
- United States Census Bureau cartographic boundary files （页面存档备份，存于）
- US-Counties.com
- City-Data.com （页面存档备份，存于）